# Ghada Waly
Pour les articles homonymes, voir Waly.
Ghada Fathi Waly, née en 1966, est une femme politique égyptienne. De 2014 à 2019, elle a été ministre de la solidarité sociale au sein du gouvernement égyptien. Le 21 novembre 2019, elle est nommée directrice exécutive de l’Office des Nations Unies contre la drogue et le crime et directrice générale de l’Office des Nations unies à Vienne,.